# Futbolista del año en Finlandia (Asociación)
El premio al Futbolista Finlandés del año es un galardón otorgado por la Federación de Fútbol de Finlandia, desde el año 1953.

## Palmarés

### Masculino
| Año  | Futbolista             |
| ---- | ---------------------- |
| 1953 | Mauno Rintanen         |
| 1954 | Pekka Kupiainen        |
| 1955 | Matti Jokinen          |
| 1956 | Lauri Lehtinen         |
| 1957 | Alpo Lintamo           |
| 1958 | Kai Pahlman            |
| 1959 | Unto Nevalainen        |
| 1960 | Juhani Peltonen        |
| 1961 | Olli Heinonen          |
| 1962 | Juhani Peltonen        |
| 1963 | Olli Heinonen          |
| 1964 | Juhani Peltonen        |
| 1965 | Lars Näsman            |
| 1966 | Pertti Mäkipää         |
| 1967 | Timo Kautonen          |
| 1968 | Jouni Jalonen          |
| 1969 | Tommy Lindholm         |
| 1970 | Timo Kautonen          |
| 1971 | Arto Tolsa             |
| 1972 | Miikka Toivola         |
| 1973 | Jouko Suomalainen      |
| 1974 | Arto Tolsa             |
| 1975 | Göran Enckelman        |
| 1976 | Ari Mäkynen            |
| 1977 | Arto Tolsa             |
| 1978 | Miikka Toivola         |
| 1979 | Seppo Pyykkö           |
| 1980 | Aki Lahtinen           |
| 1981 | Aki Lahtinen           |
| 1982 | Olli Huttunen          |
| 1983 | Kari Ukkonen           |
| 1984 | Olli Huttunen          |
| 1985 | Jukka Ikäläinen        |
| 1986 | Petri Tiainen          |
| 1987 | Ari Hjelm              |
| 1988 | Mika-Matti Paatelainen |
| 1989 | Jari Europaeus         |
| 1990 | Jari Litmanen          |
| 1991 | Marko Myyry            |
| 1992 | Jari Litmanen          |
| 1993 | Jari Litmanen          |
| 1994 | Jari Litmanen          |
| 1995 | Jari Litmanen          |
| 1996 | Jari Litmanen          |
| 1997 | Jari Litmanen          |
| 1998 | Jari Litmanen          |
| 1999 | Sami Hyypiä            |
| 2000 | Jari Litmanen          |
| 2001 | Sami Hyypiä            |
| 2002 | Sami Hyypiä            |
| 2003 | Sami Hyypiä            |
| 2004 | Antti Niemi            |
| 2005 | Sami Hyypiä            |
| 2006 | Sami Hyypiä            |
| 2007 | Jussi Jaaskelainen     |
| 2008 | Sami Hyypiä            |
| 2009 | Sami Hyypiä            |
| 2010 | Sami Hyypiä            |
| 2011 | Roman Eremenko         |
| 2012 | Niklas Moisander       |
| 2013 | Niklas Moisander       |

### Femenino
| Año  | Futbolista           |
| ---- | -------------------- |
| 1976 | Merja Sjöman         |
| 1977 | Soile Malm           |
| 1978 | Åsa Wennström        |
| 1979 | Kirsi Koskela        |
| 1980 | Merja Sjöman         |
| 1981 | Tarja Konttila       |
| 1982 | Anna-Maria Lehtonen  |
| 1983 | Hanna-Mari Sarlin    |
| 1984 | Tuula Sundman        |
| 1985 | Marianne Sulen       |
| 1986 | Hanna-Mari Sarlin    |
| 1987 | Anu Toikka           |
| 1988 | Tiina Lehtola        |
| 1989 | Soile Ojala          |
| 1990 | Marja Aaltonen       |
| 1991 | Susanna Kuosmanen    |
| 1992 | Pauliina Auveri      |
| 1993 | Anne Mäkinen         |
| 1994 | Johanna Lindell      |
| 1995 | Marianne Lindholm    |
| 1996 | Hanna Ekström        |
| 1997 | Kaisa Mustonen       |
| 1998 | Hanna Ekström        |
| 1999 | Laura Kalmari        |
| 2000 | Sani Ylitalo         |
| 2001 | Sanna Valkonen       |
| 2002 | Sanna Valkonen       |
| 2003 | Laura Kalmari        |
| 2004 | Anne Mäkinen         |
| 2005 | Satu Kunnas          |
| 2006 | Laura Kalmari        |
| 2007 | Tiina Salmén         |
| 2008 | Linda Sällström      |
| 2009 | Laura Kalmari        |
| 2010 | Laura Kalmari        |
| 2011 | Linda Sällström      |
| 2012 | Maija Saari          |
| 2013 | Tinja-Riikka Korpela |
| 2014 | Tinja-Riikka Korpela |
| 2015 | Tinja-Riikka Korpela |
| 2016 | Tinja-Riikka Korpela |
| 2017 | Natalia Kuikka       |
| 2018 | Anna Westerlund      |
| 2019 | Linda Sällström      |
| 2020 | Natalia Kuikka       |